# František Ptáček
František Ptáček (* 4. dubna 1975, v Praze) je bývalý český hokejový obránce. Většinu kariéry strávil ve Spartě Praha, získal s ní čtyři mistrovské tituly v sezonách 99/00, 01/02, 05/06, 06/07. V sezonách 2006/07 a 2007/08 vykonával funkci kapitána týmu.

## Počet odehraných zápasů
Dne 10. prosince 2009 nastoupil jako pátý hokejista v historii k 900. utkání. Dne 27. listopadu 2011 v utkání 26. kola 2011/12 mezi HC Mountfield České Budějovice - PSG Zlín (3 : 2) odehrál jako druhý hráč v historii 1000. zápas v nejvyšší soutěži. V pátek 21. září 2012 se stal rekordmanem české historie, když domácí utkání proti Liberci (4 : 1) bylo jeho 1036. v nejvyšší soutěži. Překonal tak bývalého rekordmana Josefa Řezníčka. O rok později 20. října 2013 jako první hráč v historii české extraligy odehrál svůj 1100. zápas. K 1209. extraligovému utkání nastoupil v 9. kole sezóny 2015/16 v utkání Třinec - Brno, poté jej trenér Hadamczik po příchodu Dana Spanga uvolnil z kádru Komety. Dne 31. ledna 2018 absolvoval jedno symbolické střídání v dresu Sparty v zápase proti Kometě, čímž odehrál svůj 1210. extraligový zápas.
V sezóně 2016/2017 jej v extraligovém prvenství v počtu odehraných zápasů překonal Petr Kadlec, který 15. března 2017 odehrál svůj 1210. extraligový zápas ve čtvrtfinálovém utkání play-off proti Liberci.

## Hokejbal
František Ptáček je mistrem světa v hokejbalu z roku 1998.

## Ocenění a úspěchy
- 1994 Postup s týmem HC Slavia Praha do ČHL
- 2000 ČHL - Nejslušnější hráč
- 2003 ČHL/SHL – Utkání hvězd české a slovenské extraligy
- 2004 ČHL/SHL – Utkání hvězd české a slovenské extraligy
- 2004 ČHL - Nejslušnější hráč
- 2006 ČHL/SHL – Utkání hvězd české a slovenské extraligy
- 2007 ČHL - Nejlepší hráč v pobytu na ledě (+/-) v playoff
- 2011 ČHL - Nejlepší střelec mezi obránci
- 2024 Klub legend české extraligy [6]

## Prvenství
- Debut v ČHL - 26. října 1993 (AC ZPS Zlín proti HC Sparta Praha)
- První asistence v ČHL - 20. září 1994 (HC Sparta Praha proti AC ZPS Zlín)
- První gól v ČHL - 24. února 1995 (HC Sparta Praha proti HC Vítkovice, českému brankáři Vladimíru Hudáčkovi)

## Klubová statistika
| Sezóna       | Klub                    | Soutěž       |       | Základní část | Základní část | Základní část | Základní část | Základní část |    | Play off | Play off | Play off | Play off | Play off |
| Sezóna       | Klub                    | Soutěž       | Z     | G             | A             | B             | TM            | Z             | G  | A        | B        | TM       |          |          |
| 1993-94      | HC Slavia Praha         | 1.ČHL        | —     | 2             | 6             | 8             | —             | —             | —  | —        | —        | —        |          |          |
| 1993-94      | HC Sparta Praha         | ČHL          | 3     | 0             | 0             | 0             | 0             | 6             | 1  | 1        | 2        | 0        |          |          |
| 1994-95      | HC Sparta Praha         | ČHL          | 41    | 1             | 11            | 12            | 14            | —             | —  | —        | —        | —        |          |          |
| 1995-96      | HC Sparta Praha         | ČHL          | 40    | 1             | 4             | 5             | 20            | 11            | 0  | 2        | 2        | 4        |          |          |
| 1996-97      | HC Sparta Praha         | ČHL          | 43    | 2             | 6             | 8             | 22            | 10            | 0  | 1        | 1        | 2        |          |          |
| 1997-98      | HC Sparta Praha         | ČHL          | 51    | 4             | 10            | 14            | 16            | 18            | 11 | 0        | 3        | 3        |          |          |
| 1998-99      | HC Sparta Praha         | ČHL          | 46    | 4             | 11            | 15            | 20            | 8             | 1  | 1        | 2        | 4        |          |          |
| 1999-00      | HC Sparta Praha         | ČHL          | 51    | 5             | 14            | 19            | 6             | 9             | 0  | 2        | 2        | 2        |          |          |
| 2000-01      | HC Sparta Praha         | ČHL          | 46    | 3             | 15            | 18            | 8             | 13            | 2  | 5        | 7        | 2        |          |          |
| 2001-02      | HC Sparta Praha         | ČHL          | 51    | 9             | 13            | 22            | 16            | 13            | 2  | 2        | 4        | 4        |          |          |
| 2002-03      | HC Sparta Praha         | ČHL          | 51    | 5             | 13            | 18            | 20            | 10            | 1  | 3        | 4        | 0        |          |          |
| 2003-04      | HC Energie Karlovy Vary | ČHL          | 52    | 8             | 15            | 23            | 6             | —             | —  | —        | —        | —        |          |          |
| 2004-05      | HC Energie Karlovy Vary | ČHL          | 52    | 12            | 7             | 19            | 36            | —             | —  | —        | —        | —        |          |          |
| 2005-06      | HC Energie Karlovy Vary | ČHL          | 33    | 4             | 6             | 10            | 20            | —             | —  | —        | —        | —        |          |          |
| 2005-06      | HC Sparta Praha         | ČHL          | 17    | 1             | 6             | 7             | 20            | 17            | 1  | 1        | 2        | 8        |          |          |
| 2006-07      | HC Sparta Praha         | ČHL          | 52    | 5             | 4             | 9             | 52            | 16            | 1  | 4        | 5        | 16       |          |          |
| 2007-08      | HC Sparta Praha         | ČHL          | 45    | 2             | 1             | 3             | 32            | 4             | 0  | 0        | 0        | 2        |          |          |
| 2008-09      | HC Sparta Praha         | ČHL          | 40    | 2             | 5             | 7             | 36            | —             | —  | —        | —        | —        |          |          |
| 2008-09      | HC Mountfield           | ČHL          | 10    | 4             | 3             | 7             | 16            | —             | —  | —        | —        | —        |          |          |
| 2009-10      | HC Mountfield           | ČHL          | 49    | 7             | 13            | 20            | 38            | 5             | 1  | 2        | 3        | 0        |          |          |
| 2010-11      | HC Mountfield           | ČHL          | 47    | 10            | 16            | 26            | 28            | 6             | 3  | 1        | 4        | 6        |          |          |
| 2011-12      | HC Mountfield           | ČHL          | 52    | 5             | 10            | 15            | 18            | 5             | 1  | 1        | 2        | 10       |          |          |
| 2012-13      | HC Mountfield           | ČHL          | 50    | 5             | 17            | 22            | 40            | 5             | 0  | 0        | 0        | 2        |          |          |
| 2013-14      | Mountfield HK           | ČHL          | 47    | 1             | 9             | 10            | 32            | 5             | 0  | 2        | 2        | 2        |          |          |
| 2014-15      | HC Kometa Brno          | ČHL          | 52    | 7             | 13            | 20            | 22            | 12            | 1  | 2        | 3        | 10       |          |          |
| 2015-16      | HC Kometa Brno          | ČHL          | 5     | 0             | 1             | 1             | 4             | —             | —  | —        | —        | —        |          |          |
| 2015-16      | Rytíři Kladno           | 1.ČHL        | 37    | 3             | 11            | 14            | 20            | 6             | 0  | 1        | 1        | 2        |          |          |
| 2016-17      | Rytíři Kladno           | 1.ČHL        | 50    | 4             | 14            | 18            | 32            | 11            | 0  | 1        | 1        | 2        |          |          |
| 2017-18      | HC Sparta Praha         | ČHL          | 1     | 0             | 0             | 0             | 0             | —             | —  | —        | —        | —        |          |          |
| 2018-19      | HT Mníšek pod Brdy      | KSM          | —     | —             | —             | —             | —             | —             | —  | —        | —        | —        |          |          |
| 2019-20      | HT Mníšek pod Brdy      | KSM          | 20    | 8             | 6             | 14            | 6             | 2             | 1  | 2        | 3        | 2        |          |          |
| 2020-21      | HC Letci Letňany B      | KSM          | 2     | 0             | 0             | 0             | 0             | —             | —  | —        | —        | —        |          |          |
| 2021-22      | HC Letci Letňany B      | KSM          | —     | —             | —             | —             | —             | —             | —  | —        | —        | —        |          |          |
| 2022-23      | HC Letci Letňany B      | KSM          | 8     | 3             | 3             | 6             | 6             | —             | —  | —        | —        | —        |          |          |
| Celkem v ČHL | Celkem v ČHL            | Celkem v ČHL | 1 027 | 107           | 223           | 330           | 542           | 166           | 15 | 33       | 48       | 76       |          |          |

## Reprezentace
| Rok                       | Tým                       | Soutěž                    | Z  | G | A | B | TM |
| ------------------------- | ------------------------- | ------------------------- | -- | - | - | - | -- |
| 1993                      | Česko 18                  | MEJ                       | 6  | 0 | 3 | 3 | 0  |
| 1995                      | Česko 20                  | MSJ                       | 7  | 1 | 0 | 1 | 8  |
| Juniorská kariéra celkově | Juniorská kariéra celkově | Juniorská kariéra celkově | 13 | 1 | 3 | 4 | 8  |